# 吳裕 (成化辛丑進士)
吳裕（1447年—？），字天弘，武功中衛軍籍，浙江餘姚縣人，明朝政治人物。

## 生平
成化十年（1474年）甲午科順天府鄉試第五名舉人。成化十七年（1481年）中式辛丑科會試第一百六名，三甲第一百零六名進士。授獲嘉縣知縣。

## 家族
曾祖吳漢英；祖父吳敏成；父吳文海，母前母翁氏；母陳氏；繼母潘氏；繼母翟氏。重庆下。